# UEFA Europa League 2013-2014 (play-off)

## Sorteggio
| Gruppo 1                                                   | Gruppo 1                                                          | Gruppo 2                                                           | Gruppo 2                                               | Gruppo 3                                                                     | Gruppo 3                                                              |
| Teste di serie                                             | Non teste di serie                                                | Teste di serie                                                     | Non teste di serie                                     | Teste di serie                                                               | Non teste di serie                                                    |
| ---------------------------------------------------------- | ----------------------------------------------------------------- | ------------------------------------------------------------------ | ------------------------------------------------------ | ---------------------------------------------------------------------------- | --------------------------------------------------------------------- |
| Braga APOEL Beşiktaş Feyenoord Rapid Vienna                | Kuban Krasnodar Zulte Waregem Tromsø Pandurii Târgu Jiu Dila Gori | Dinamo Kiev AZ Alkmaar Genk Swansea City Nizza                     | Atromitos Apollōn Limassol Aktobe Petrolul Ploiesti FH | Siviglia Standard Liegi Red Bull Salisburgo Eintracht Frankfurt Nordsjælland | Elfsborg Śląsk Wrocław Qarabağ Minsk Žalgiris Vilnius                 |
| Gruppo 4                                                   | Gruppo 4                                                          | Gruppo 5                                                           | Gruppo 5                                               | Gruppo 6                                                                     | Gruppo 6                                                              |
| Teste di serie                                             | Non teste di serie                                                | Teste di serie                                                     | Non teste di serie                                     | Teste di serie                                                               | Non teste di serie                                                    |
| Stoccarda Spartak Mosca PAOK Real Betis Čornomorec' Odessa | Maccabi Tel Aviv Jablonec St. Gallo Rijeka Skënderbeu Korçë       | Rubin Kazan' Fiorentina Saint-Étienne Trabzonspor Sheriff Tiraspol | Molde Grasshopper Vojvodina Esbjerg Kukësi             | Tottenham Udinese Dnipro Partizan Maccabi Haifa Estoril Praia                | Slovan Liberec Thun Dinamo Tbilisi Pasching Astra Giurgiu Nõmme Kalju |

## Risultati

### Andata
| Arbitro: | Clément Turpin |

|           |           |  |
| Baldé 60’ | Marcatori |  |

| Arbitro: | Marijo Strahonja |

|             |           |                |
| Malanda 21’ | Marcatori | 88’ Alexandrou |

| Arbitro: | Stefan Johannesson |

|            |           |  |
| Schaub 42’ | Marcatori |  |

| Arbitro: | Alan Kelly |

|                                    |           |            |
| Bendiksen 49’ (rig.) Pritchard 68’ | Marcatori | 9’ Almeida |

| Arbitro: | Florian Meyer |

|  |           |             |
|  | Marcatori | 51’ Yazalde |

| Arbitro: | Ivan Kružliak |

|                 |           |  |
| Sangoy 54’, 63’ | Marcatori |  |

| Arbitro: | Aleksei Kulbakov |

|                                       |           |                                       |
| Trémoulinas 37’ (aut.) Khayrullin 65’ | Marcatori | 16’ Jarmolenko 52’ Brown 57’ Belhanda |

| Arbitro: | Sergei Karasev |

|                                                   |           |            |
| Routledge 14’, 25’ Michu 22’ Bony 59’ Pozuelo 70’ | Marcatori | 87’ Grozav |

| Arbitro: | David Fernández Borbalán |

|                         |           |                                       |
| Papadopoulos 76’ (rig.) | Marcatori | 51’, 90+3’ Guðmundsson 73’ Jóhannsson |

| Arbitro: | Paweł Gil |

|  |           |                              |
|  | Marcatori | 44’ Vossen 79’ (aut.) Tillen |

| Arbitro: | Fernando Teixeira Vitienes |

|             |           |                |
| Larsson 74’ | Marcatori | 34’ Nordstrand |

| Arbitro: | Manuel Gräfe |

|                                        |           |            |
| Rakitić 36’ Marin 67’, 89’ Gameiro 85’ | Marcatori | 16’ Paixão |

| Arbitro: | Aleksandar Stavrev |

|                                               |           |  |
| Soriano 29’, 37’ 63’ Mané 40’ Hinteregger 68’ | Marcatori |  |

| Arbitro: | Szymon Marciniak |

|  |           |               |
|  | Marcatori | 6’, 75’ Meier |

| Arbitro: | István Vad |

|  |           |                         |
|  | Marcatori | 56’ Batshuayi 82’ Bulot |

| Arbitro: | Alexandru Dan Tudor |

|           |           |                        |
| Kopic 43’ | Marcatori | 21’ Molina 86’ Mabwati |

| Arbitro: | Bas Nijhuis |

|                      |           |              |
| Benko 74’ Kvržić 87’ | Marcatori | 89’ Ibišević |

| Arbitro: | Anastassios Kakos |

|         |           |  |
| Gai 75’ | Marcatori |  |

| Tel Aviv 22 agosto 2013 | Maccabi Tel Aviv | Cancellata – referto | PAOK | Bloomfield Stadium |

| Arbitro: | Ovidiu Hațegan |

|            |           |               |
| Mathys 47’ | Marcatori | 38’ Movsisyan |

| Arbitro: | Alon Yefet |

|  |           |                 |
|  | Marcatori | 21’, 90’ Rondón |

| Arbitro: | Robert Schörgenhofer |

|              |           |         |
| Škuletić 54’ | Marcatori | 36’ Isa |

| Arbitro: | Stanislav Todorov |

|  |           |                                            |
|  | Marcatori | 31’ (rig.) Mierzejewski 68’ Paulo Henrique |

| Arbitro: | Bobby Madden |

|                                               |           |                                    |
| Ankersen 26’, 80’ van Buren 64’ Andreasen 75’ | Marcatori | 22’ Tabanou 42’ Hamouma 70’ Perrin |

| Arbitro: | Matej Jug |

|             |           |                                   |
| Anatole 64’ | Marcatori | 13’ Cuadrado 46’ (aut.) Grichting |

| Arbitro: | Kevin Blom |

|                       |           |  |
| Rayo 30’ Turgeman 61’ | Marcatori |  |

| Arbitro: | Tom Harald Hagen |

|                   |           |                                    |
| Gabriel Silva 35’ | Marcatori | 16’ Rybalka 49’ Delarge 83’ Kušnír |

| Arbitro: | Pol Van Boekel |

|  |           |                                                     |
|  | Marcatori | 12’ Townsend 44’ Paulinho 58’, 68’ Soldado 65’ Rose |

| Arbitro: | Bülent Yıldırım |

|                          |           |  |
| Evandro 10’ Carlitos 40’ | Marcatori |  |

| Arbitro: | Kristinn Jakobsson |

|            |           |                                               |
| Toomet 54’ | Marcatori | 23’ (rig.) Selezn'ov 36’ Giuliano 53’ Zozulja |

| Arbitro: | Serhiy Boyko |

|           |           |  |
| Jojić 70’ | Marcatori |  |

### Ritorno
| Arbitro: | Michael Oliver |

|                 |           |                     |
| Pellè 7’ (rig.) | Marcatori | 19’ Popov 50’ Bucur |

| Arbitro: | Andre Marriner |

|               |           |                          |
| Aloneftis 52’ | Marcatori | 12’ Habibou 90’ Naessens |

| Arbitro: | Cristian Balaj |

|  |           |                                      |
|  | Marcatori | 45’ Schaub 63’ Sabitzer 90’ Behrendt |

| Arbitro: | Marcin Borski |

|                         |           |  |
| Almeida 53’ Özyakup 56’ | Marcatori |  |

| Arbitro: | Liran Liany |

|  |           |                         |
|  | Marcatori | 15’ Buleică 117’ Ciucur |

| Arbitro: | Viktor Kassai |

|              |           |  |
| Cvitanich 4’ | Marcatori |  |

| Arbitro: | Stephan Studer |

|                                                          |           |                     |
| Lens 9’ Bezus 30’ Mbokani 36’ Ideye 52’ (rig.) Gusev 73’ | Marcatori | 37’ (rig.) Geynrikh |

| Arbitro: | Michael Koukoulakis |

|                      |           |           |
| Priso 73’ Younés 83’ | Marcatori | 74’ Lamah |

| Arbitro: | Antony Gautier |

|  |           |                                 |
|  | Marcatori | 55’ Papadopoulos 75’ Karagounis |

| Arbitro: | Leontios Trattou |

|                                                 |           |                              |
| Vossen 5’ Mbodj 52’ Limbombe 57’ Camus 59’, 78’ | Marcatori | 27’ Snorrason 48’ Sverrisson |

| Arbitro: | Felix Zwayer |

|  |           |              |
|  | Marcatori | 71’ Beckmann |

| Arbitro: | Fırat Aydınus |

|  |           |                                                     |
|  | Marcatori | 22’ Rakitić 38’, 87’ Bacca 71’ Samperio 78’ Perotti |

| Arbitro: | Fredy Fautrel |

|  |           |                         |
|  | Marcatori | 60’ Kampl 74’ Meilinger |

| Arbitro: | Duarte Gomes |

|                    |           |              |
| Meier 10’ Inui 75’ | Marcatori | 58’ Reynaldo |

| Arbitro: | Simon Lee Evans |

|                                     |           |          |
| M'Poku 3’ de Camargo 6’ Mujangi 35’ | Marcatori | 8’ Kibuk |

| Arbitro: | Aleksei Nikolaev |

|                                                                             |           |  |
| Castro 18’ Beneš 28’ (aut.) Matilla 50’ Molina 57’ Rodríguez 73’ Torres 81’ | Marcatori |  |

| Arbitro: | Martin Hansson |

|                              |           |                           |
| Gentner 34’ Marić 77’ (aut.) | Marcatori | 30’ Benko 90+3’ Mujanović |

| Arbitro: | Antonio Mateu Lahoz |

|                                                                  |                      |                                                                           |
| Ribaj 19’                                                        | Marcatori            |                                                                           |
| Shkëmbi Radas Ribaj Shehi Gvozdenović Bicaj Lilaj Orelesi Nimaga | Tiri di rigore 6 – 7 | Didenko Fontanello Kutas Guy Léo Matos Samodin Santana Kovalchuk Pryiomov |

| Salonicco 29 agosto 2013 | PAOK | Cancellata – referto | Maccabi Tel Aviv | Toumba Stadium |

| Arbitro: | Danny Makkelie |

|                          |           |                                                         |
| Özbiliz 1’ Movsisyan 83’ | Marcatori | 17’, 32’ Karanović 36’ Roberto Rodríguez 89’ Janjatović |

| Arbitro: | Sascha Kever |

|                                       |           |  |
| Prudnikov 33’ Eremenko 50’ Azmoun 84’ | Marcatori |  |

| Arbitro: | Tony Chapron |

|                           |           |               |
| Jhulliam 59’ Fernando 67’ | Marcatori | 90+2’ Leković |

| Arbitro: | Libor Kovařik |

|                                     |           |             |
| Paulo Henrique 14’, 64’ Malouda 54’ | Marcatori | 11’ Popović |

| Arbitro: | Vladislav Bezborodov |

|  |           |                 |
|  | Marcatori | 73’ (aut.) Sall |

| Arbitro: | Ivan Bebek |

|  |           |                 |
|  | Marcatori | 41’ Ben Khalifa |

| Arbitro: | Hüseyin Göçek |

|           |           |           |
| Găman 27’ | Marcatori | 34’ Rayos |

| Arbitro: | Tasos Sidiropoulos |

|             |           |             |
| Delarge 23’ | Marcatori | 42’ Lazzari |

| Arbitro: | Luca Banti |

|                             |           |  |
| Defoe 40’, 45+2’ Holtby 69’ | Marcatori |  |

| Arbitro: | Craig Thomson |

|             |           |               |
| Sobkova 57’ | Marcatori | 21’, 52’ Leal |

| Arbitro: | Gediminas Mažeika |

|                            |           |  |
| Kobakhidze 39’ Zozulja 70’ | Marcatori |  |

| Arbitro: | Daniele Orsato |

|                              |           |  |
| Schneuwly 15’, 48’ Zuffi 75’ | Marcatori |  |

## Tabella riassuntiva
| Squadra 1           | Totale          | Squadra 2             | Andata     | Ritorno     |
| ------------------- | --------------- | --------------------- | ---------- | ----------- |
| Kuban               | 3 - 1           | Feyenoord             | 1 - 0      | 2 - 1       |
| Zulte Waregem       | 3 - 2           | APOEL Nicosia         | 1 - 1      | 2 - 1       |
| Rapid Vienna        | 4 - 0           | Dila Gori             | 1 - 0      | 3 - 0       |
| Tromsø              | 2 - 3           | Beşiktaş              | 2 - 1      | 0 - 2       |
| Pandurii            | 2 - 1           | Braga                 | 0 - 1      | 2 - 0 (dts) |
| Apollōn Limassol    | 2 - 1           | Nizza                 | 2 - 0      | 0 - 1       |
| Aqtöbe              | 3 - 8           | Dinamo Kiev           | 2 - 3      | 1 - 5       |
| Swansea City        | 6 - 3           | Petrolul Ploiești     | 5 - 1      | 1 - 2       |
| Atromitos           | 3 - 3 (gfc)     | AZ Alkmaar            | 1 - 3      | 2 - 0       |
| Hafnarfjörður       | 2 - 7           | Genk                  | 0 - 2      | 2 - 5       |
| Elfsborg            | 2 - 1           | Nordsjælland          | 1 - 1      | 1 - 0       |
| Siviglia            | 9 - 1           | Śląsk Wrocław         | 4 - 1      | 5 - 0       |
| Red Bull Salisburgo | 7 - 0           | Žalgiris Vilnius      | 5 - 0      | 2 - 0       |
| Qarabağ             | 1 - 4           | Eintracht Francoforte | 0 - 2      | 1 - 2       |
| Minsk               | 1 - 5           | Standard Liegi        | 0 - 2      | 1 - 3       |
| Jablonec            | 1 - 8           | Betis                 | 1 - 2      | 0 - 6       |
| Rijeka              | 4 - 3           | Stoccarda             | 2 - 1      | 2 - 2       |
| Čornomorec' Odessa  | 1 - 1 (7-6 dcr) | Skënderbeu Korçë      | 1 - 0      | 0 - 1 (dts) |
| Maccabi Tel Aviv    | -               | PAOK                  | Cancellata | Cancellata  |
| St. Gallo           | 5 - 3           | Spartak Mosca         | 1 - 1      | 4 - 2       |
| Molde               | 0 - 5           | Rubin                 | 0 - 2      | 0 - 3       |
| Vojvodina           | 2 - 3           | Sheriff Tiraspol      | 1 - 1      | 1 - 2       |
| Kukësi              | 1 - 5           | Trabzonspor           | 0 - 2      | 1 - 3       |
| Esbjerg             | 5 - 3           | Saint-Étienne         | 4 - 3      | 1 - 0       |
| Grasshopper         | 2 - 2 (gfc)     | Fiorentina            | 1 - 2      | 1 - 0       |
| Maccabi Haifa       | 3 - 1           | Astra Giurgiu         | 2 - 0      | 1 - 1       |
| Udinese             | 2 - 4           | Slovan Liberec        | 1 - 3      | 1 - 1       |
| Dinamo Tbilisi      | 0 - 8           | Tottenham             | 0 - 5      | 0 - 3       |
| Estoril             | 4 - 1           | Pasching              | 2 - 0      | 2 - 0       |
| Kalju Nõmme         | 1 - 5           | Dnipro                | 1 - 3      | 0 - 2       |
| Partizan            | 1 - 3           | Thun                  | 1 - 0      | 0 - 3       |